# Plovanija
Plovanija is een plaats in de gemeente Buje in de Kroatische provincie Istrië. De plaats telt 232 inwoners (2001).